# Дентон (округ)
Дентон (англ. Denton County) — округ, расположен в штате Техас, США. Официально образован в 1846 году из части округа Фаннин, и назван в честь Джона Дентона — проповедника, юриста и солдата, погибшего при нападении на поселение индейцев кичай. По состоянию на 2000 год, численность населения составляла 432 976 человека. По оценке бюро переписи населения США в 2008 году количество жителей округа увеличилось до 636 557 человек. Подобный прирост населения позволяет говорить о Дентоне как об одном из самых быстроразвивающихся округов США. Окружным центром является город Дентон.

## География
По данным Бюро переписи США, общая площадь округа равняется 2481 км², из которых 2301 км² суша и 180 км² или 7,24 % это водоёмы.
Округ Дентон расположен в районе крупного месторождения сланцевого газа Барнетт Шэйл. Его активная разработка, ведущаяся с конца 1990-х, позволила извлечь прибыль от налоговых поступлений для бурения, освоения и производства природного газа. С другой стороны пострадали многие сельские дороги. Не созданные для тяжёлой строительной техники, использующейся при бурении, они были попросту разрушены бурильными компаниями.

### Соседние округа
- Грэйсон (северо-восток)
- Даллас (юго-восток)
- Коллин (восток)
- Кук (север)
- Тэррент (юг)
- Уайз (запад)

## Демография

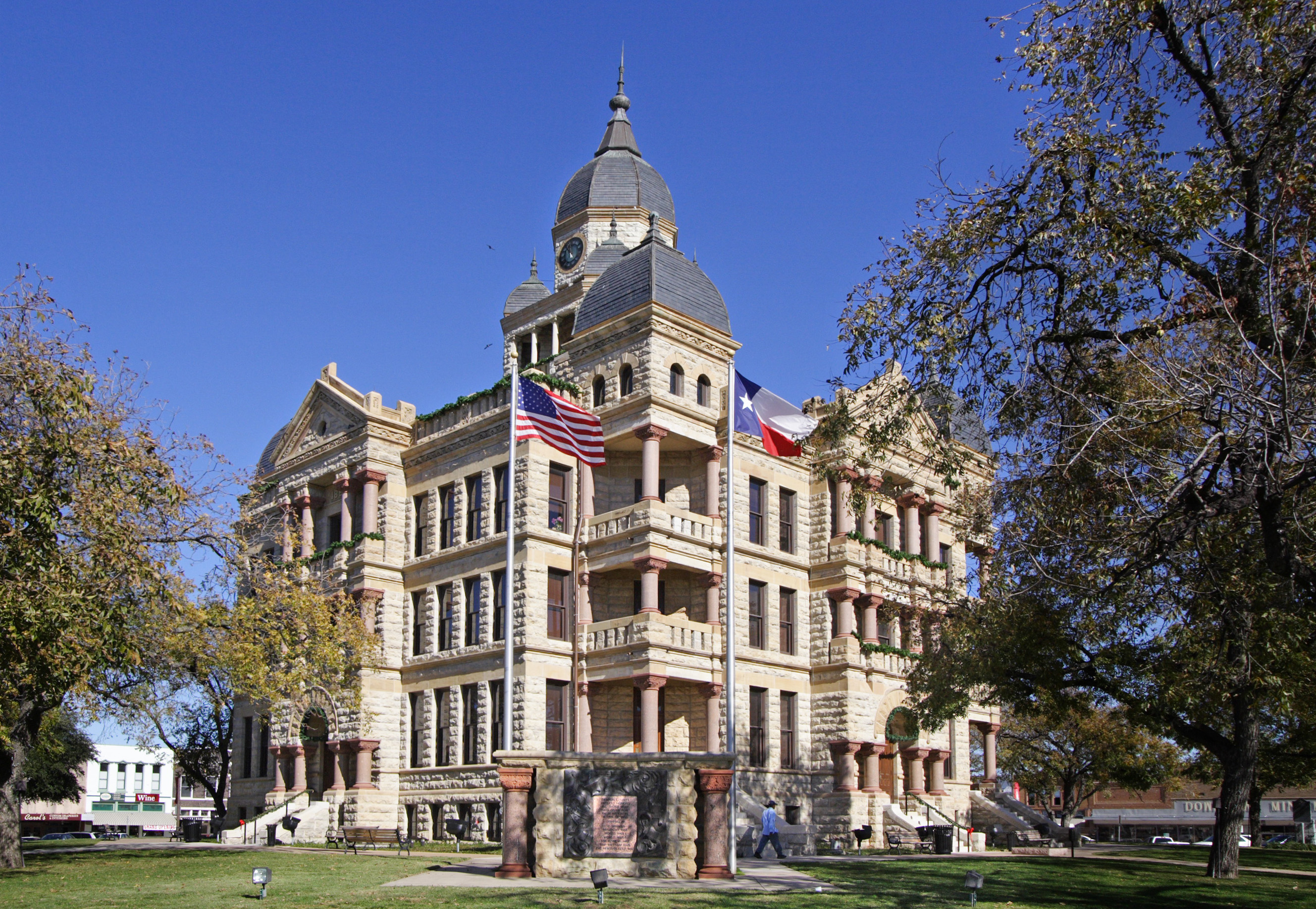
Историческое здание окружного суда в 1977 году было включено в Национальный реестр исторических мест США. Окружающая площадь и прилегающие здания были внесены в реестр в декабре 2000 года

По данным переписи населения 2000 года в округе проживало 432 976 жителей, в составе 158 903 хозяйств и 111 391 семей. Плотность населения была 188 человек на 1 квадратный километр. Насчитывалось 168 069 жилых дома, при плотности покрытия 73 постройки на 1 квадратный километр. Расовый состав населения был 81,73 % белых, 5,86 % чёрных или афроамериканцев, 0,59 % коренных американцев, 4,03 % азиатов, 0,05 % коренных гавайцев и других жителей Океании, 5,56 % прочих рас, и 2,19 % представители двух или более рас. 12,15 % населения являлись испаноязычными или латиноамериканцами.
Из 158 903 хозяйств 39,1 % воспитывали детей возрастом до 18 лет, 57,9 % супружеских пар живущих вместе, в 8,6 % семей женщины проживали без мужей, 29,9 % не имели семей. На момент переписи 22,2 % от общего количества жили самостоятельно, 3,2 % лица старше 65 лет, жившие в одиночку. В среднем на каждое хозяйство приходилось 2,67 человека, среднестатистический размер семьи составлял 3,18 человека.
Показатели по возрастным категориям в округе были следующие: 27,7 % жители до 18 лет, 11,3 % от 18 до 24 лет, 37 % от 25 до 44 лет, 19 % от 45 до 64 лет, и 5 % старше 65 лет. Средний возраст составлял 31 лет. На каждых 100 женщин приходилось 99 мужчин. На каждых 100 женщин в возрасте 18 лет и старше приходилось 96,6 мужчины.
Средний доход на хозяйство в округе составлял 58 216 $, на семью — 69 292 $. Среднестатистический заработок мужчины был 45 835 $ против 31 639 $ для женщины. Доход на душу населения был 26 895 $. Около 4,1 % семей и 6,6 % общего населения находились ниже черты бедности. Среди них было 6,2 % тех кому ещё не исполнилось 18 лет, и 7,1 % тех кому было уже больше 65 лет.
Округ Дентон занимает 29-ю строку в списке 100 самых быстроразвивающихся округов, составленном Бюро переписи США. Этот список отражает изменения в период с 2000 по 2007 год. За этот период по оценкам бюро прирост населения в округе составил 41 %. Кроме того для Дентона так же как и для прочих округов Техаса характерны высокие налоги на собственность, одни из самых высоких в стране. В 2008 году по этому показателю Дентон занимал 35-ю позицию в списке.

## Политическая ориентация
На президентских выборах 2008 года Джон Маккейн получил 61,63 % голосов избирателей против 37,47 % у демократа Барака Обамы.
В Техасской палате представителей округ Дентон числится в составе 63-го, 64-го и 65-го районов. Интересы округа представляют республиканцы Тен Паркер из Флауер-Маунд (63-район), Мира Кроуноувер из Лейк-Даллас и Барт Соломонс из Кэрролтона — 64-й и 65-й районы соответственно.

## Населённые пункты

### Города, посёлки, деревни
| - Аргил - Бартонвилл - Вестлейк - Грейпвайн - Дабл-Оак - Даллас - Дентон - ДИШ - Джастин - Зе-Колони - Коппелл | - Коппер-Кеньон - Коринт - Коррал-Сити - Крам - Кросс-Роудз - Крюгервилл - Кэрролтон - Лейк-Даллас - Лейквуд-Виллидж - Линкольн-Парк - Литтл-Элм | - Льюисвилл - Нортлейк - Оак-Пойнт - Обри - Пайлот-Пойнт - Плейно - Пондер - Проспер - Роанок - Саутлейк - Силайна | - Сэнджер - Трофи-Клаб - Флауер-Маунд - Форт-Уэрт - Фриско - Хайленд-Виллидж - Хакберри - Хаслет - Хеброн - Хикори-Крик - Шэди-Шорс |

#### Комментарии
1. ↑  Основная часть города находится в округе Тэррент. Небольшая часть расположена в округе Даллас.
2. ↑  Часть города находится в округах Даллас, Коллин, Рокуолл и Кауфман.
3. ↑  До 2005 года город носил название Кларк. В 2005 году официально изменил его на ДИШ — все буквы прописные.
4. ↑  Часть города находится в округах Даллас и Коллин.
5. ↑  Часть города находится в округах Уайз, Паркер и Тэррент.
6. ↑  Небольшая часть города находится в округе Коллин.

### Немуниципальные территории

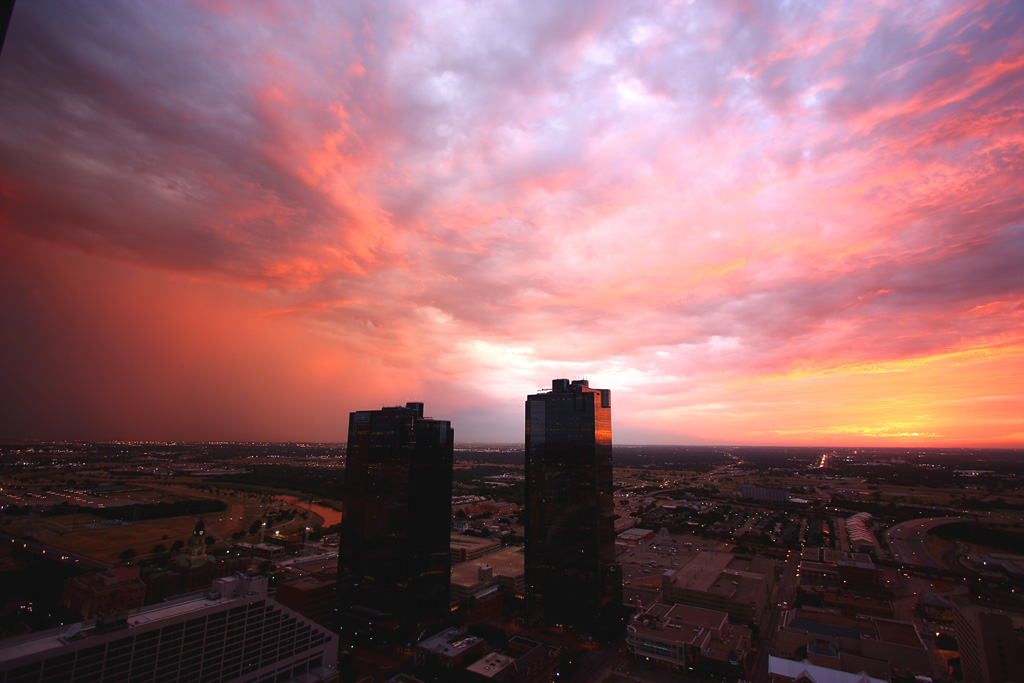
Форт-Уэрт

- Боливар
- Лантана
- Наво
- Палома-Крик
- Провиденс-Виллидж
- Саванна
- Элизабеттаун

## Образование
Образовательную систему округа составляют следующие учреждения:

### Школьные округа

#### Расположенные полностью в округе
- школьный округ Аргил[9]
- школьный округ Дентон[10]
- школьный округ Лейк-Даллас[11]
- школьный округ Литтл-Элм[12]
- школьный округ Льюисвилл[13]
- школьный округ Обри[14]
- школьный округ Пондер[15]
- школьный округ Сэнджер[16]

#### Расположенные в округе частично

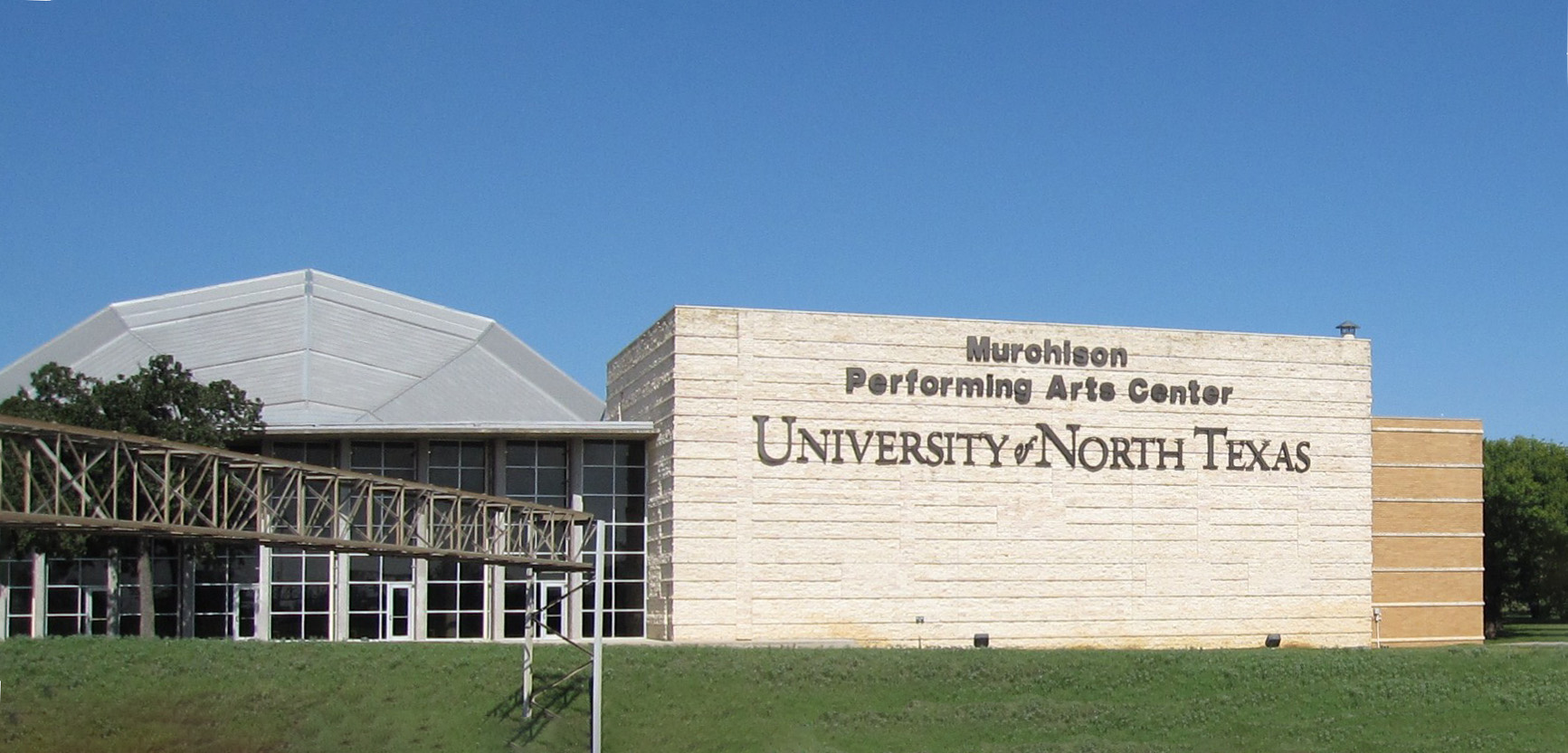
Университет Северного Техаса — крупнейший ВУЗ региона

- школьный округ Крам[17]
- школьный округ Кэрролтон-Фармерс[18]
- школьный округ Нортвест[19]
- школьный округ Пайлот-Пойнт[20]
- школьный округ Проспер[21]
- школьный округ Силайна[22]
- школьный округ Слайделл[23]
- школьный округ Фриско[24]
- школьный округ Эра[25]

### Высшие учебные заведения
- Университет Северного Техаса[26]
- Техасский женский университет[27]
- Северный колледж Центрального Техаса[28]

## Галерея
|                         |                 |                     |
| Оперный театр в Дентоне | Озеро Льюисвилл | Форт-Уэрт на закате |